# 下攸田

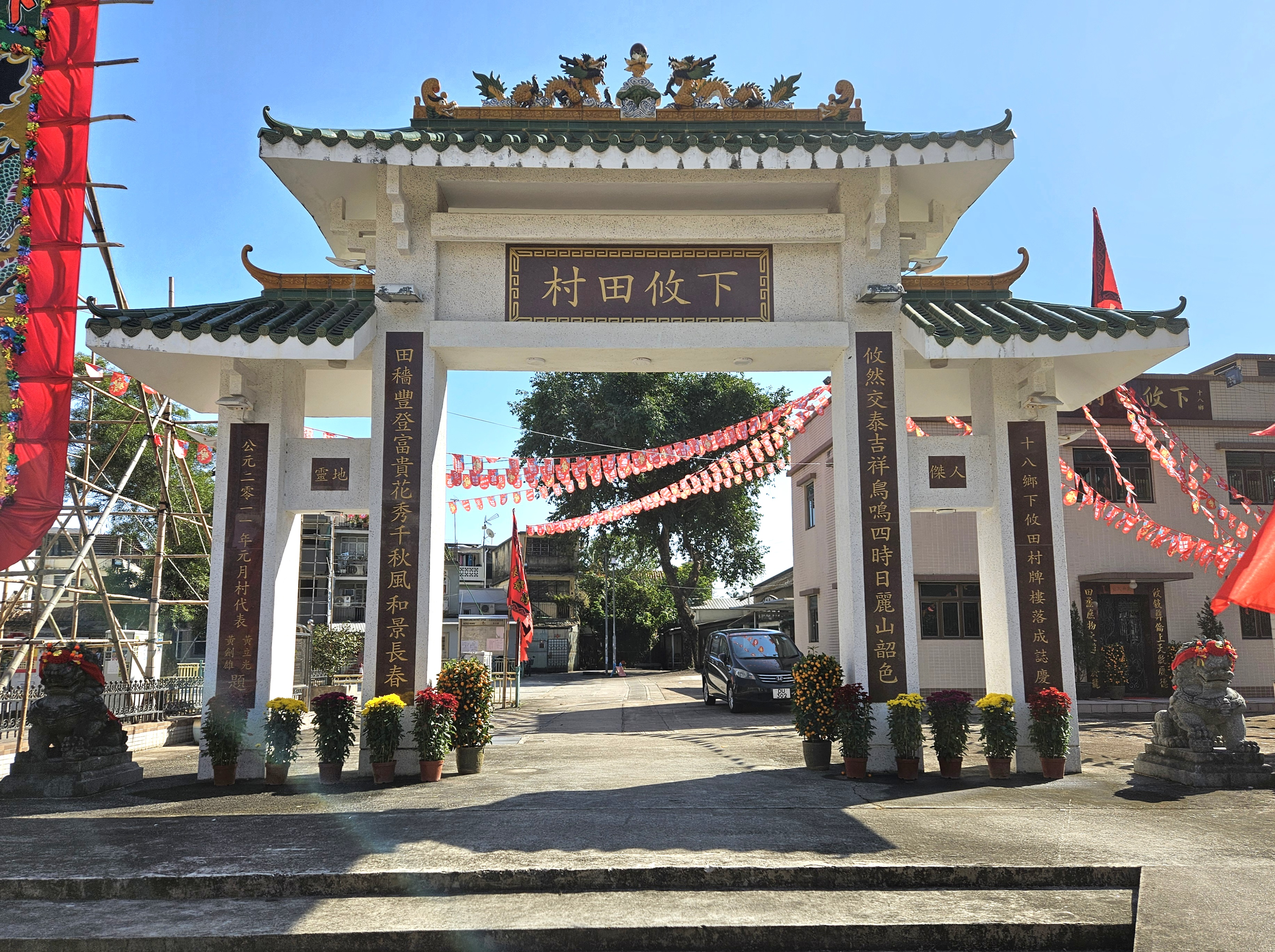
下攸田村牌坊（2024年2月）

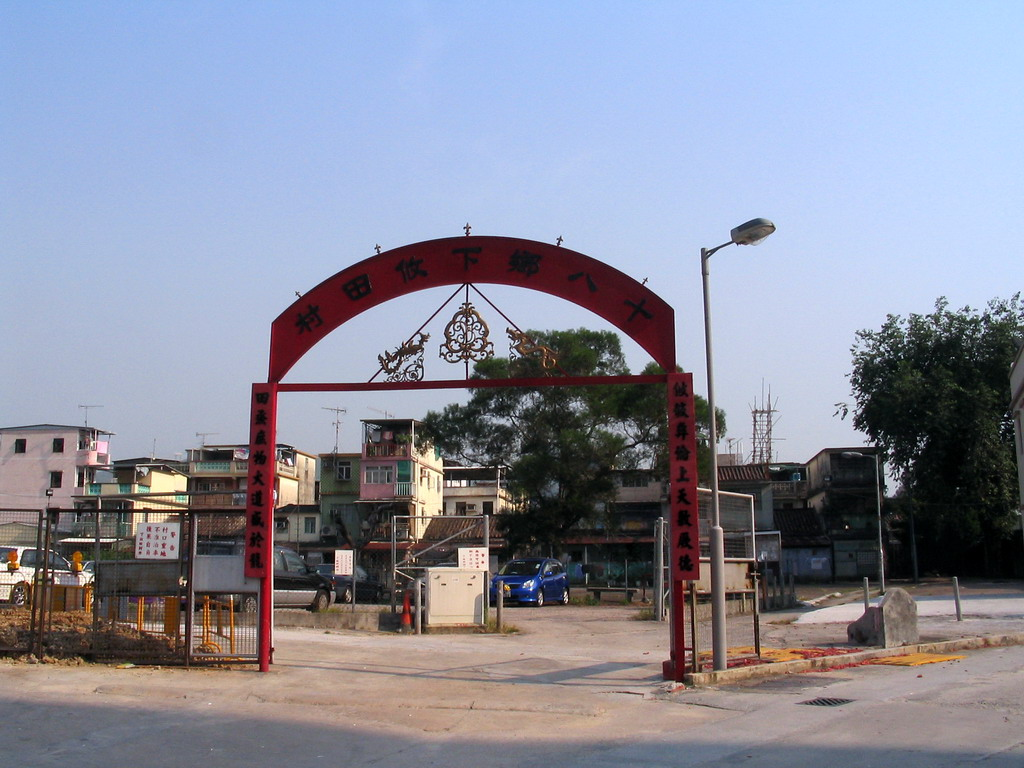
下攸田村舊村門（2007年10月），目前已為牌坊所取代

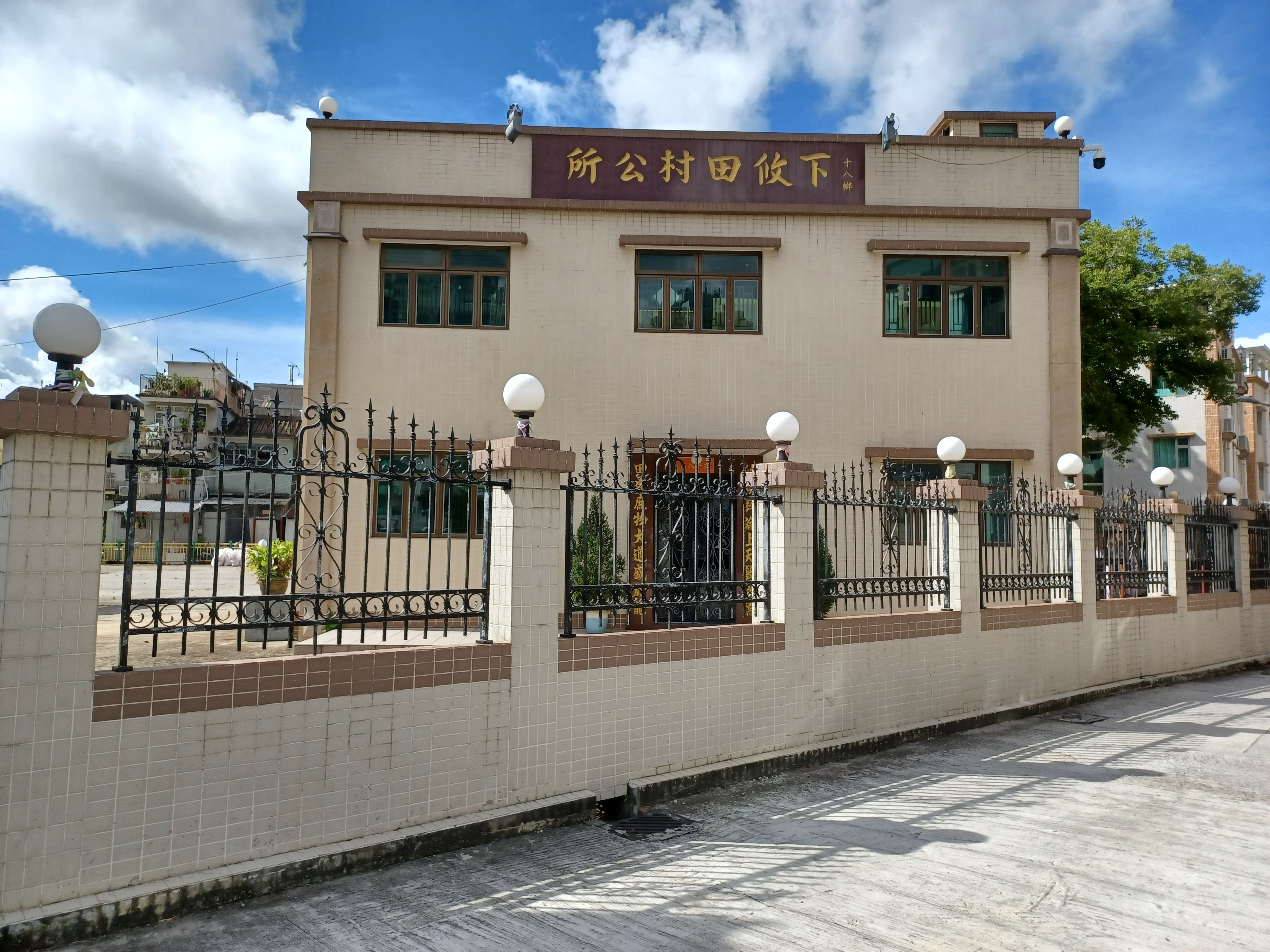
下攸田村公所

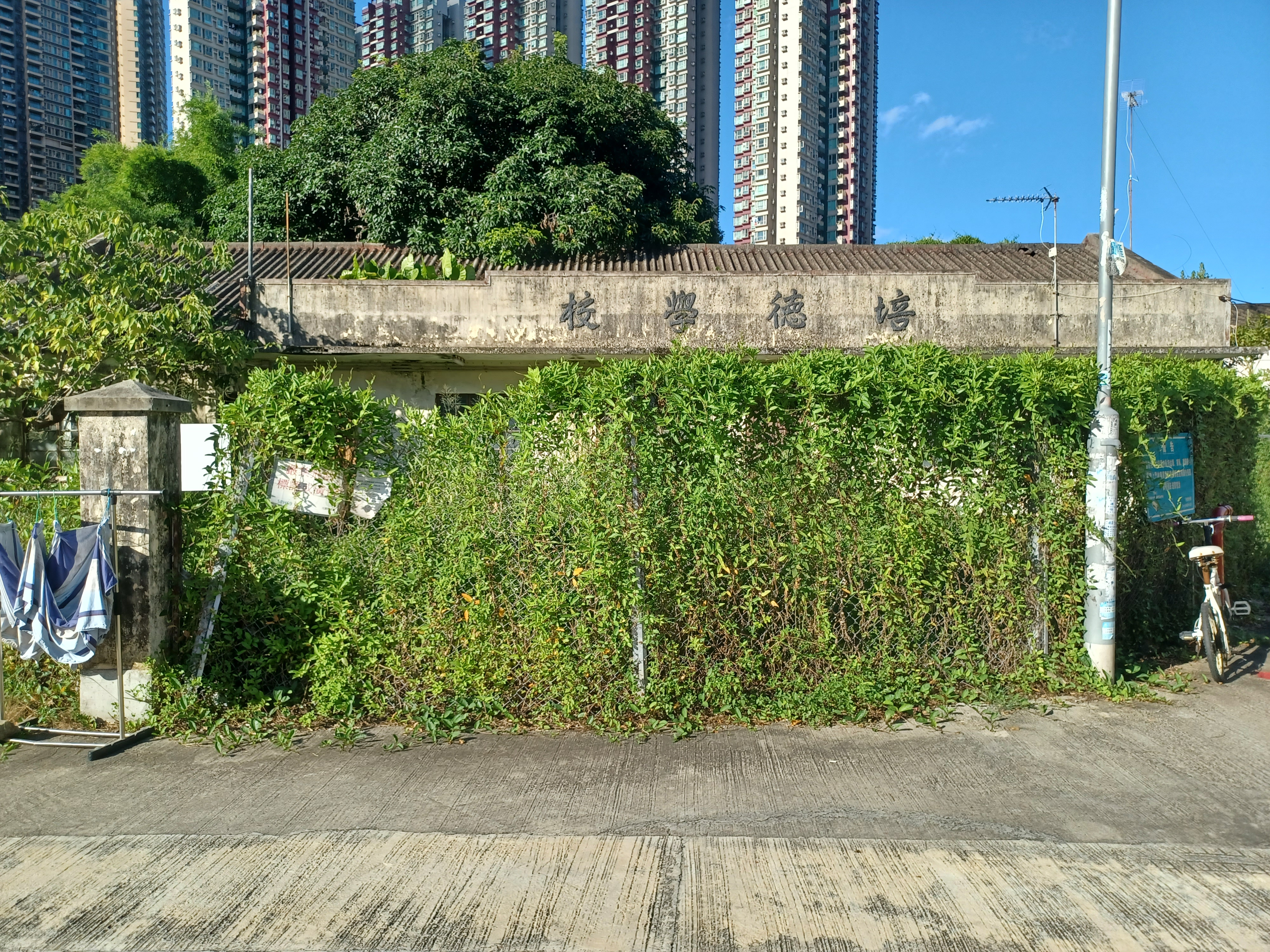
下攸田村培德學校東翼

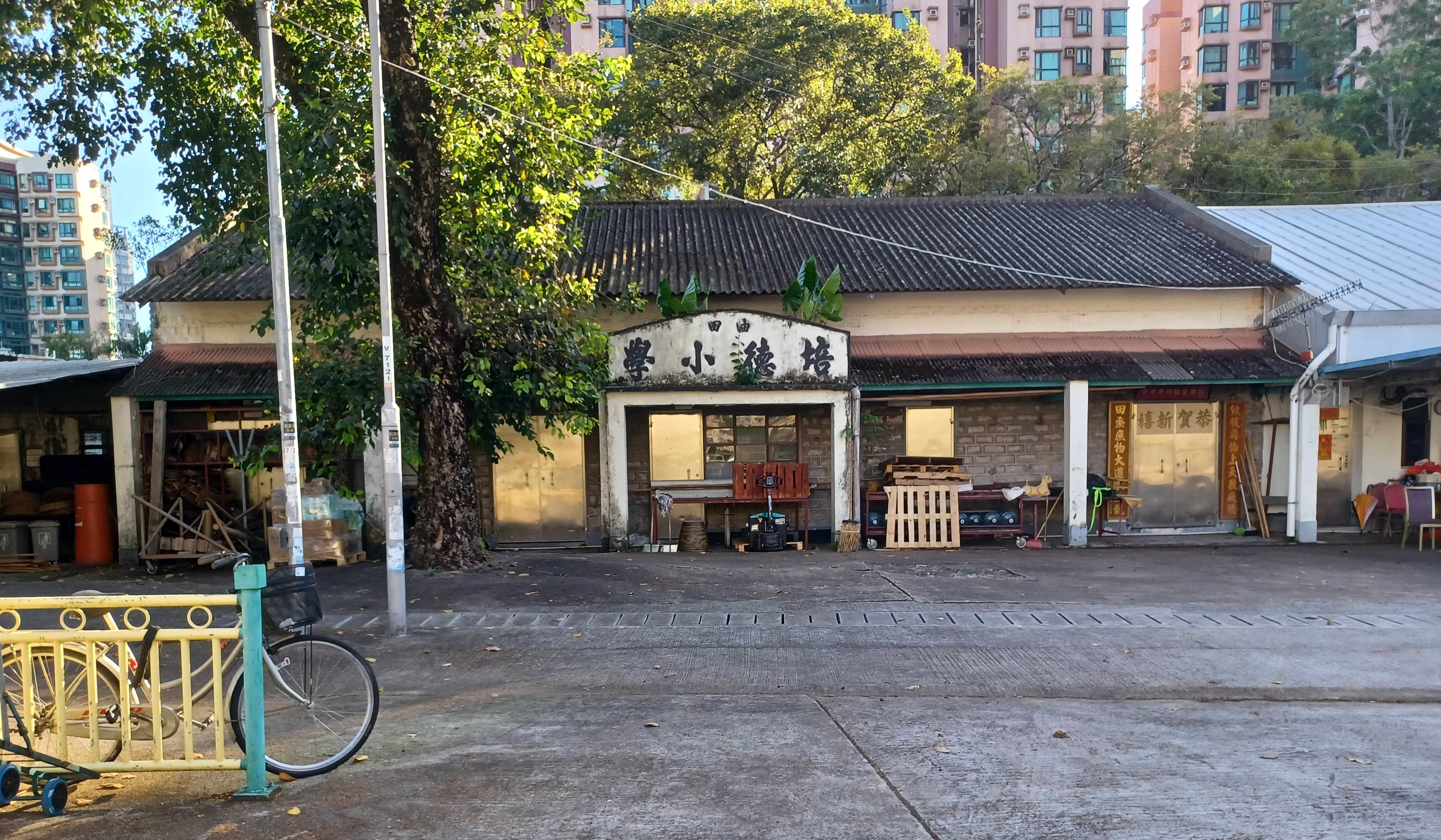
下攸田村培德小學西翼

下攸田（英語：Ha Yau Tin Tsuen）是一條位於香港元朗區十八鄉的鄉村。

## 行政區劃
下攸田是新界小型屋宇政策下其中一條認可鄉村。在區議會選舉劃分上，該村為十八鄉中選區的一部份（2019年）。

## 外部連結
- 居民代表選舉下攸田（十八鄉）的劃定現有鄉村範圍（2019－2022年）

22°26′21″N 114°02′12″E / 22.439297°N 114.036619°E